# 奧東 (韋爾芒杜瓦伯爵)
奧東（法語：Otton de Vermandois；979年8月29日—1045年5月25日），韋爾芒杜瓦伯爵，埃貝爾三世之子，埃貝爾四世的父親，1015年至1045年在位。

## 家庭和子女
他與帕維亞結婚（生於990年），育有以下子女
1. 埃貝爾四世[2]
2. 尤德斯（英语：Odo I of Furneaux）
3. 皮埃爾